# Lidia Puchalska-Niedbał
Lidia Puchalska-Niedbał (ur. 1953) – polska okulistka, strabolog, doktor habilitowany medycyny, adiunkt w Katedrze i Klinice Okulistyki Pomorskiego Uniwersytetu Medycznego w Szczecinie.
Studia medyczne ukończyła na Pomorskiej Akademii Medycznej w Szczecinie. Habilitowała się w 2003 roku na podstawie oceny dorobku naukowego i rozprawy pt. "Ruchomość gałek ocznych i wzrokowa lokalizacja ręczna w płaszczyźnie skośnej u osób zdrowych".
Jest członkiem Polskiego Towarzystwa Okulistycznego (oddział w Szczecinie) oraz European Strabismological Association (Europejskie Towarzystwo Strabologiczne). W kadencji 2008-2012 była prodziekanem Wydziału Lekarsko-Stomatologicznego PAM.
Zainteresowania badawcze i kliniczne L. Puchalskiej-Niedbał dotyczą m.in. takich zagadnień jak: rozpoznawanie i leczenie zeza (strabologia) oraz zwyrodnienie plamki żółtej. Swoje prace publikowała m.in. w Klinice Ocznej.